# Oralee Fowler
Oralee Fowler, född 26 augusti 1961, är en friidrottare från Bahamas. Hon deltog vid olympiska sommarspelen 1984.